# Braille Ohne Grenzen
Braille Ohne Grenzen (engl. Ursprungsname Braille Without Borders (BWB)) ist eine internationale Hilfsorganisation für Blinde in Entwicklungsländern. Sie wurde im Jahre 1998 in Lhasa, Tibet von Sabriye Tenberken und Paul Kronenberg gegründet. Ihr Ziel besteht darin, Blinden in Entwicklungsländern theoretische und praktische Fertigkeiten zu vermitteln. Dabei ist die Unterrichtung der Brailleschrift von zentraler Bedeutung. Ferner soll für jene Sprachen, für die noch keine Brailleschrift existiert, ein Braille-Sprachcode entwickelt werden.

## Geschichte
Die ursprünglich als Projekt für Blinde, Tibet bekannte Organisation wurde im September 2002 in Braille Without Borders (Braille Ohne Grenzen) umbenannt. Ein Förderkreis in Deutschland und eine Stiftung in der Schweiz unterstützen das Projekt.

## Schulen und Zentren

### Autonomes Gebiet Tibet
- School for the blind (Blindenschule): Das erste Zentrum, eine Schule für blinde tibetische Kinder, wurde 1997 in der Hauptstadt Tibets in Lhasa eingerichtet.

- Massage centre (Massagezentrum): Klinisches Massagezentrum, das in Lhasa von blinden Masseuren aufgebaut und betrieben wird.

- Vocational Training Farm (Berufsausbildungs- und Übungsbauernhof): ein zweites Zentrum, ein Bauernhof mit Käserei zur Berufsausbildung von blinden Erwachsenen, wurde in Pelshong, 270 km westlich von Lhasa, in der Nähe von Samzhubzê, eingerichtet.

Anfang August 2017 wurde bekannt, dass die Zusammenarbeit von Seiten chinesischen Behörden überraschend und ohne Angabe von Gründen beendet wurde.

### Indien
- Leh, information office (Leh, Informationsbüro): Ein Informationsbüro für Blinde und Angehörige wurde in Leh, Ladakh, Indien eröffnet. Außerdem wurde in Leh Land gekauft, um ein Ausbildungszentrum für die Blinden von Ladakh einzurichten.
- ISDeP: Die Internationale Schule für Entwicklung und Projektplanung (engl. International School for Development and Project Planning) wird in Kalliyoor am Vellayani-See etwa 10 km von Trivandrum, der Hauptstadt des indischen Bundesstaates Kerala, eingerichtet.

## Referenzen

### Filme/Talk Shows
- 2000: Dokumentarfilm Mit anderen Augen über das BWB-Projekt. Gewann einen Bambi
- 15. August 2005: Sabriye und Paul waren Gäste einer Talkshow für CCTV 9 in Peking, Volksrepublik China
- 17. Oktober 2005: Sabriye war Gast der Oprah-Winfrey-Show zu bedeutenden Frauengestalten 8 Women Oprah Wants You to Know Phenomenal Females: Sabriye Tenberken's Journey
- 2006: Dokumentarfilm Blindsight